# Кривий Дмитро Юрійович
Дмитро Юрійович Кривий (нар. 7 грудня 1987, Одеса, УРСР) — український футболіст, нападник миколаївського «Суднобудівника».

## Життєпис
Вихованець одеського футболу. Перший тренер — Аркадій Іванович Шварц.
У 2004 році дебютував в професійному футболі в хмельницькому «Поділлі». З 2007 по 2010 рік грав у другій лізі чемпіонату України.
Взимку 2011 року перейшов в молдавський клуб «Сфинтул Георге». У вищому дивізіоні Молдови дебютував 21 лютого в домашньому матчі проти «Шерифа» (1:1). Дмитро вийшов у стартовому складі, але на 66 хвилині був замінений. Через п'ять днів в своєму другому матчі Кривий зробив дубль у ворота «Динамо» (Бендери), який приніс «святим» три очки й допоміг покинути зону вильоту.
Після завершення чемпіонату Дмитро повернувся в Україну. Грав в аматорській команді «Совіньйон» і вінницькій «Ниві». Сезон 2012/13 років провів у херсонському «Кристалі», де забив 6 м'ячів у 14 матчах. Через загострення болю в паху, нападник був змушений завершити цей успішний сезон достроково.
У квітні 2014 року став гравцем американського клубу «Кароліна Рейлгокс». Переходу в NASL посприяв американський тренер Денніс Люкенс, під керівництвом якого Кривий грав у «Кристалі». У липні 2017 року зіграв 3 матчі в одеському клубі «Реал Фарма», а в серпні — перейшов до миколаївського «Суднобудівника».